# Dème des Athéniens
Le dème des Athéniens (en grec moderne : Δήμος Αθηναίων / Dímos Athinéon) est l'un des plus anciens dèmes de la Grèce moderne. Il est le siège du district régional d'Athènes-Centre, dans la périphérie de l'Attique.
Selon le recensement de 2011, la population du dème s'élève à 664 046 habitants. D'une superficie de 38,96 km2 l’agglomération se développe à une altitude de 90 mètres.
La fondation de la ville d'Athènes se perd dans le mythe, car il est généralement admis qu'elle est antérieure à l'époque mycénienne. En 1834, elle est proclamée capitale de la Grèce. Depuis lors, sa population augmente rapidement et ses frontières actuelles se forment progressivement. Le dème comprend l'enclave d'Ásty, connue comme le centre historique, six unités municipales régionales et est située au cœur de l' aire métropolitaine homonyme (el).
Le centre urbain moderne est la place Omónia, au nord de l'acropole, qui est accessible par le chemin de fer électrique et le métro à la station de métro, par le chemin de fer interurbain à la gare d'Athènes, ainsi que par l'avenue d'Athènes (el) , la rue Pireos et l'autoroute  (Athènes-Thessalonique-Évzoni).
Avec la mise en place du programme Kallikratis, en 2010, aucun changement n'a été apporté au dème. Le maire de la ville est Kóstas Bakoyánnis. 